# فيروز غاندي
فيروز غاندي (ولد فيروز جيهانغير غاندي؛ 12 سبتمبر 1912   - 8 سبتمبر 1960) كان مقاتلا من أجل الحرية وسياسيا وصحفي هندي.
أسس صحيفتي The National Herald و The Navjivan.
عمل كعضو في برلمان المقاطعة بين عامي 1950 و 1952، ولاحقًا عضوًا في لوك سابها، مجلس النواب (البرلمان الهندي).
كانت زوجته أنديرا نهرو وابنه الأكبر راجيف رئيسين لوزراء الهند.

## بداية حياته
ولد فيروز جيهانغير غاندي لعائلة بارسي في مستشفى تهملجي ناريما الواقع في فورت، بومباي؛ والديه، جيهانغير فريدون غاندي وراتيماي اللذان عاشا في ناروجي ناتاكوالا باهوان في خيتوادي موهللا في بومباي.
كان والده ججيهانغير مهندسًا بحريًا في كيليك نيكسون وتمت ترقيته لاحقًا كمهندس أوامر. 
كان فيروز الأصغر بين الأطفال الخمسة مع شقيقين آخرين هما دوراب وفريدون جيهانغير، وأختين، تهمينا كيرششة وألو داستور.
هاجرت العائلة إلى بومباي من بهاروش (الآن في جنوب ولاية غوجارات) حيث منزل أجدادهم، والذي لا يزال موجودًا في كوتبارواد.
في أوائل عشرينيات القرن العشرين، بعد وفاة والده، انتقل فيروز ووالدته إلى مدينة الله أباد للعيش مع عمته شيرين غير المتزوجة، وهي كانت جراح في مستشفى سيدة دوفرين في المدينة
التحق بمدرسة فيديا ماندير الثانوية ثم تخرج من كلية إيوينغ المسيحية التي يعمل فيها بريطانيون.

## الأسرة والعمل
في عام 1930، شُكِلَّ جناح حرية الكونغرس المسمى بـ فانار سينا.
التقى فيروز بكامالا نهرو وأنديرا بين المتظاهرات اللائي اعتصمن خارج كلية إيوينغ المسيحية.
أغميت كامالا بسبب حرارة الشمس وذهب فيروز لتهدئتها.
وفي اليوم التالي، تخلى عن دراسته في عام 1930 للانضمام إلى حركة الاستقلال الهندية.
وقد استوحى فيروز أفكاره من المهاتما غاندي، لذا غيٌر فيروز هجاء لقبه من "Ghandy" إلى "Ghandi" تيمنا بلقب المهاتما
و بعد انضمامه إلى حركة الاستقلال.  تم سجنه في عام 1930، جنبًا إلى جنب مع لال بهادور شاستري (رئيس الوزراء الثاني للهند)، رئيس لجنة كونغرس مقاطعة الله أباد، واستقر في سجن فايز آباد لمدة تسعة عشر شهرًا.
و بعد فترة وجيزة من إطلاق سراحه، شارك في حملة عدم الإيجار الزراعية في مقاطعة يونايتد (الآن ولاية أوتار براديش) وسُجن مرتين، في عام 1932 و 1933، أثناء عمله عن كثب مع نهرو.

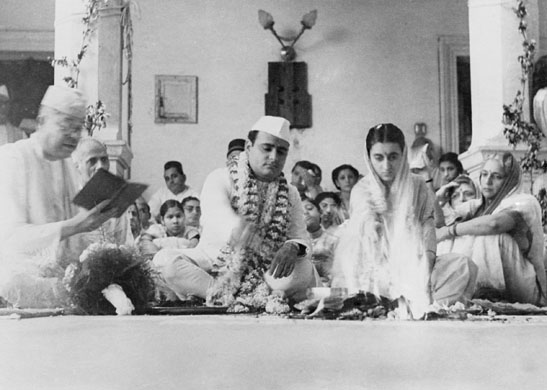
حفل زواج فيروز غاندي وإنديرا نهرو في أناند بهافان، في 26 مارس 1942. في عام 1984، تم استخدام صورة الزفاف في المحكمة لإثبات أن الحفل يتبع طقوس هندوسية، وليس بارسي.

تقدّم فيروز لأول مرة إلى أنديرا للزواج في عام 1933، لكنها رفضت هي ووالدتها ذلك، مشيرة إلى أنها كانت صغيرة جدًا، حيث كانت تبلغ 16 عامًا فقط.
وفيما بعد أصبح فيروز قريبًا من عائلة نهرو، خاصةً إلى والدة أنديرا كامالا نهرو، وكان يرافقها إلى مصحة السل في Bhowali في عام 1934، مما ساعد في ترتيب رحلتها إلى أوروبا عندما ساءت حالتها في أبريل 1935، وزيارتها في المصحة في بادنويلر وأخيرًا في لوزان، حيث كان بجانب سريرها عندما توفت في 28 فبراير 1936.
وفي السنوات التالية، اقتربت أنديرا وفيروز من بعضهما البعض أثناء وجودهما في إنجلترا. وتزوجا في مارس 1942 وفقًا للطقوس الهندوسية.

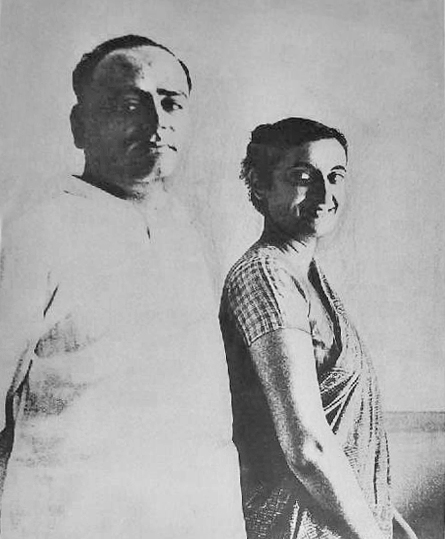
صورة لفروز وإنديرا غاندي

عارض والد إنديرا جواهر لال نهرو زواجها وتواصل مع المهاتما غاندي لثني الزوجين الشابين، ولكن دون جدوى.
ثم تم القبض على الزوجين وسجنهما في أغسطس 1942، خلال حركة الإقلاع عن الهند بعد أقل من ستة أشهر من زواجهما. حيث تم سجنه لمدة عام في سجن الله نيني المركزي. كانت السنوات الخمس القادمة ذات حياة منزلية مريحة وكان للزوجين ولدان، راجيف وسانجاي، ولدوا في عام 1944 و 1946 على التوالي.
بعد الاستقلال، أصبح جواهر لال أول رئيس وزراء للهند. ثم استقر فيروز وأنديرا في مدينة الله أباد مع طفليهما الصغار، وأصبح فيروز المدير الإداري لصحيفة «ذا ناشيونال هيرالد»، وهي صحيفة أسسها والد زوجته.
بعد عضويته في برلمان المقاطعة (1950-1952)، فاز فيروز بأول انتخابات عامة مستقلة في الهند عام 1952، من دائرة راي باريلي في ولاية أوتار براديش. ونزلت أنديرا من دلهي وعملت كمنظم حملته. وسرعان ما أصبح فيروز قوة بارزة في حد ذاته، منتقدًا حكومة صهره وبدأ في مكافحة الفساد.
في السنوات التي أعقبت الاستقلال، أصبح العديد من بيوت الأعمال الهندية قريبة من القادة السياسيين، وبدأ تظهر المخالفات المالية المختلفة.
وتم كشف مخالفات بواسطة فيروز في ديسمبر كانون الأول عام 1955، وكشف كيف رام كيشان Dalmia والذي كان رئيس مجلس إدارة البنك وشركة التأمين والذي استخدم هذه الشركات لتمويل استحواذ له من بينيت وكولمان وبدأ تحويل الأموال بصورة غير قانونية من شركات عامة لمنفعته الشخصية.
في عام 1957، أُعيد انتخابه من راي باريلي. في البرلمان عام 1958، بعدما أثار فضيحة Haridas Mundhra التي تنطوي على شركة التأمين LIC التي تسيطر عليها الحكومة. وكان هذا إحراجًا كبيرًا للصورة النظيفة لحكومة نهرو وأدى في النهاية إلى استقالة وزير المالية تي تي كريشناما كاري.
وأصبح خلافه مع أنديرا أيضًا قضية عامة في ذلك الوقت، وزاد اهتمام وسائل الإعلام بالمسألة.
أطلق فيروز أيضًا عددًا من حملات التأميم، بدءًا من شركة التأمين على الحياة. واقترح في مرحلة ما تأميم شركة تاتا للهندسة والقاطرات (تيلكو) حيث كانت تفرض رسومًا مضاعفة تقريبًا على سعر محرك السكة الحديد الياباني.
أثار هذا ضجة في مجتمع بارسي لأن شركات تاتا كانوا أيضًا من مجتمع بارسي. وواصل تحدي الحكومة في عدد من القضايا الأخرى، وبرز كبرلماني يحظى باحترام كبير على جانبي المقعد.

## الموت والإرث
عانى فيروز من نوبة قلبية في عام 1958. حيث كانت أنديرا (التي أقامت مع والدها في منزل Teen Murti House، المقر الرسمي لرئيس الوزراء) في ذلك الوقت في زيارة دولة إلى بوتان. وعادت لرعايته في كشمير.
توفي فيروز في عام 1960 في مستشفى ويلينجدون، دلهي، بعد تعرضه لنوبة قلبية ثانية. أُحرق ودفن رماده في مقبرة بارسي في مدينة الله أباد.
تم شغل مقعده في دائرة راي باريلي لوك سابها من قبل زوجة ابنه، وزوجة راجيف غاندي، سونيا غاندي في 2004 و 2009 و 2014 و 2019.
سُمّيت مدرسة للتعليم العالي والتي ساعد في العثور عليها في راي باريلي على إسمه تكريما له.
تم إعادة تسمية محطة أونشار للطاقة الحرارية من قبل شركة NTPC Limited في ولاية أوتار براديش إلى محطة Feroze Gandhi Unchahar للطاقة الحرارية من قبل NTPC Limited.

### اقتباسات
1. ↑   https://books.google.co.in/books?id=XP37QveRKL4C&printsec=frontcover#v=onepage&q=parsi%20family&f=false. {{استشهاد ويب}}: |url= بحاجة لعنوان (مساعدة) والوسيط |title= غير موجود أو فارغ (من ويكي بيانات) (مساعدة)
2. ↑   http://online.wsj.com/news/articles/SB127442781367094821. {{استشهاد ويب}}: |url= بحاجة لعنوان (مساعدة) والوسيط |title= غير موجود أو فارغ (من ويكي بيانات) (مساعدة)
3. 1 2  Guha، Ramachandra (2011). India after Gandhi: The History of the World's Largest Democracy. Pan Macmillan. p. 33, footnote 2 (chapter 14). ISBN:0330540203. مؤرشف من الأصل في 2020-07-18.: "Feroze Gandhi was also from the Nehrus' home town, Allahabad. A Parsi by faith, he at first spelt his surname 'Ghandy'. However, after he joined the national movement as a young man, he changed the spelling to bring it in line with that of Mahatma Gandhi."
4. ↑  A forgotten patriot: Feroze Gandhi made a mark in politics at a comparatively young age.. الصحيفة الهندوسية, 20 October 2002. نسخة محفوظة 2010-08-26 على موقع واي باك مشين.
5. ↑  Bhushan 2008.
6. ↑  Frank, Katherine (2002). Indira: The life of Indira Nehru Gandhi. Houghton Mifflin Co. ص. 93. ISBN:0-395-73097-X. مؤرشف من الأصل في 2020-08-05. [He was] the youngest child of a marine engineer named Jehangir Faredoon Gandhi and his wife Rattimai.
7. ↑  "Sonia assures help for father-in-law's grave". Indian Express. 21 نوفمبر 2005. مؤرشف من الأصل في 2012-09-08. اطلع عليه بتاريخ 2012-11-29.
8. ↑  "This Mrs Gandhi only wants her pension". Indian Express. 28 سبتمبر 2005. مؤرشف من الأصل في 2013-01-26. اطلع عليه بتاريخ 2012-11-29.
9. ↑  Minhaz Merchant (1991). Rajiv Gandhi, the end of a dream. Viking. مؤرشف من الأصل في 2020-07-21.
10. 1 2  Frank, Katherine (2002). Indira: The life of Indira Nehru Gandhi. Houghton Mifflin Co. ص. 94. ISBN:0-395-73097-X. مؤرشف من الأصل في 2020-08-05. Feroze was a student at Bidya Mandir High School and Ewing Christian College.
11. ↑  Vishnu، Uma (2010). Idea Exchange: Opinion Makers, Critical Issues, Interesting Times. Penguin Books India. ص. 87. ISBN:0670084891. مؤرشف من الأصل في 2020-07-28.
12. ↑  Lyon, Peter (2008) Conflict Between India and Pakistan: An Encyclopedia. Santa Barbara: ABC-CLIO. p. 64. (ردمك 978-1576077122). "Feroze Gandhi was no relation of Mahatma Gandhi." نسخة محفوظة 2020-07-28 على موقع واي باك مشين.
13. 1 2  "Mrs. Gandhi Not Hindu, Daughter-in-Law Says". New York Times. 2 مايو 1984. مؤرشف من الأصل في 2020-05-19. اطلع عليه بتاريخ 2009-03-29.
14. ↑  Frank, Katherine (2002). Indira: The life of Indira Nehru Gandhi. Houghton Mifflin Co. ص. 81. ISBN:0-395-73097-X. مؤرشف من الأصل في 2020-08-05.
15. ↑  Frank, Katherine (2002). Indira: The life of Indira Nehru Gandhi. Houghton Mifflin Co. ص. 92, 99, 110–111, 113. ISBN:0-395-73097-X. مؤرشف من الأصل في 2020-08-05.
16. ↑  "The wonder of Indira". outlook. مؤرشف من الأصل في 2014-05-29.
17. ↑  "Indira Nehru - Feroze Gandhi Wedding (in page 4 bottom/right)". Indian Express(dated March 27, 1942). مؤرشف من الأصل في 2020-07-28. اطلع عليه بتاريخ 2019-08-19.
18. ↑  Gupte, Pranay (15 Feb 2012). Mother India: A Political Biography of Indira Gandhi (بالإنجليزية). Penguin Books India. pp. 189–205. ISBN:9780143068266. Archived from the original on 2020-07-28.
19. 1 2  Shashi Bhushan, M.P. (1977). Feroze Gandhy: A political Biography. Progressive People's Sector Publications, New Delhi. pp.166, 179. See these excerpts
20. ↑  "Indira Gandhi's courage was an inspiration". Samay Live. 7 نوفمبر 2009. مؤرشف من الأصل في 2019-06-09.
21. ↑  Kapoor, Comi (10 فبراير 1998). "Dynasty keeps away from Feroze Gandhy's neglected tombstone". اكسبريس الهندية (صحيفة). مؤرشف من الأصل في 2010-05-16.
22. ↑  
Feroze Gandhi College؛ http://fgc.edu.in نسخة محفوظة 2020-01-17 على موقع واي باك مشين.
23. ↑  <link rel="canonical" href="https://en.wikipedia.org/wiki/Feroze_Gandhi_Unchahar_Thermal_Power_Station"/> نسخة محفوظة 2022-06-02 على موقع واي باك مشين.
24. ↑  <html lang="en"><head><meta charset="utf-8" /><link rel="shortcut icon" href="https://www.ntpc.co.in/sites/all/themes/ntpc/favicon.ico" type="image/vnd.microsoft.icon" /><meta name="description" content="NTPC" /><meta name="keywords" content="NTPC" /><meta name="robots" content="follow, index" /><title>Feroze Gandhi Unchahar Thermal Power Project, Unchahar, U.P. | NTPC</title> نسخة محفوظة 2020-05-19 على موقع واي باك مشين.